# Пікалевське міське поселення
Пікалевське міське поселення — муніципальне утворення у складі Бокситогорського району Ленінградської області. Адміністративний центр — місто Пікалево. На території поселення розташовано і населений пункт.

## Склад
В склад поселення входить одне місто:
| Населений пункт | Тип нп | Населення, осіб (2011) |
| --------------- | ------ | ---------------------- |
| Пікалево        | місто  | 21 411                 |